# Armando Falconi
Pour les articles homonymes, voir Falconi.
Armando Falconi, né à Rome le 10 juillet 1871 et mort à Milan le 10 septembre 1954, est un acteur italien qui est apparu dans plus de quarante films au cours de sa carrière.

## Biographie
Né à Rome le 10 juillet 1871, Armando Falconi est le fils de deux acteurs de théâtre napolitain. Son frère aîné Arturo Falconi est également un acteur. 
Armando Falconi a d'abord travaillé en tant qu'employé et agent avant de devenir à la fin des années 1890 acteur professionnel. En 1901, il épouse l'actrice Tina Di Lorenzo, avec laquelle a souvent collaboré sur scène. En 1912, il fonde la Compagnie du Théâtre Manzoni à Milan. À la suite de la retraite de son épouse en 1920, il dirige la société Compagnia Comoedia, puis d'autres compagnies et produit la comédie musicale Wunder Bar.
Après être apparu dans quelques films muets, entre 1915 et 1918, au cours des années 1930, Armando Falconi intensifie ses activités de cinéma le mettant en vedette dans un certain nombre de films de comédie. Veuf depuis 1930, il se remarie en 1942 avec l'actrice Elisabetta Svoboda, connue aussi sous le nom de scène Lili Svett .
Armando Falconi est mort de la maladie de Parkinson à Milan le 10 septembre 1954.
Son fils Dino Falconi est un scénariste, réalisateur, journaliste et dramaturge.

## Filmographie partielle
- 1931 : Vous que j'adore (Rubacuori) de Guido Brignone
- 1931 : La vacanza del diavolo de Jack Salvatori
- 1931 : La stella del cinema de Mario Almirante
- 1931 : Patatrac de Gennaro Righelli
- 1932 : La vecchia signora d'Amleto Palermi
- 1932 : L'ultima avventura de Mario Camerini
- 1933 : La segretaria per tutti d'Amleto Palermi
- 1933 : Sette giorni cento lire de Nunzio Malasomma
- 1935 : Re burlone d'Enrico Guazzoni
- 1935 : Cleo, Robes e Manteaux de Nunzio Malasomma
- 1936 : Sette giorni all'altro mondo de Mario Mattoli
- 1936 : Joe il rosso de Raffaello Matarazzo
- 1937 : È tornato carnevale de Raffaello Matarazzo
- 1937 : Felicita Colombo de Mario Mattoli
- 1938 : Nonna Felicita de Mario Mattoli
- 1938 : I figli del marchese Lucera d'Amleto Palermi
- 1939 : Il documento de Mario Camerini
- 1939 : Le sorprese del divorzio de Guido Brignone
- 1939 : Follie del secolo d'Amleto Palermi
- 1940 : Cento lettere d'amore de Max Neufeld
- 1940 : Alessandro sei grande! de Carlo Ludovico Bragaglia
- 1940 : La nascita di Salomè de Jean Choux
- 1940 : Il signore della taverna d'Amleto Palermi
- 1940 : Don Pasquale de Camillo Mastrocinque
- 1940 : Una famiglia impossibile de Carlo Ludovico Bragaglia
- 1940 : L'orizzonte dipinto de Guido Salvini
- 1940 : Vento di milioni de Dino Falconi
- 1941 : Due cuori sotto sequestro de Carlo Ludovico Bragaglia
- 1941 : La bocca sulla strada de Roberto Roberti
- 1941 : Sancta Maria de Pier Luigi Faraldo et Edgar Neville
- 1941 : Se non son matti non li vogliamo d'Esodo Pratelli
- 1941 : L'elisir d'amore d'Amleto Palermi
- 1941 : I promessi sposi de Mario Camerini
- 1942 : Jour de noces (Giorno di nozze) de Raffaello Matarazzo
- 1942 : Rossini de Mario Bonnard
- 1943 : Il birichino di papà de Raffaello Matarazzo
- 1943 : Quarta pagina de Nicola Manzari
- 1943 : Tempesta sul golfo de Gennaro Righelli
- 1943 : Ti conosco, mascherina! d'Eduardo De Filippo
- 1943 : Non sono superstizioso... ma! de Carlo Ludovico Bragaglia
- 1943 : L'invasore de Nino Giannini
- 1943 : Gioco d'azzardo de Parsifal Bassi
- 1944 : La locandiera  de Luigi Chiarini
- 1944 : Giorno di nozze de Raffaello Matarazzo
- 1953 : C'era una volta Angelo Musco de Giorgio Walter Chili